# Burgfrieden
Thuật ngữ Burgfrieden hay Burgfriede được dùng để chỉ trong thời Trung Cổ một vùng lãnh thổ xung quanh lâu đài, trong đó việc tự giải quyết các bất đồng, hận thù với nhau của các tư nhân bị cấm. Ai vi phạm có thể bị tước mất quyền hành, của cải.

## Burgfrieden vào thời Trung cổ
Chúa của lâu đài cũng có thể cho người ngoài tị nạn và đặt họ theo cách này dưới sự bảo vệ của mình, nhưng cũng buộc họ sống dưới chủ quyền của mình. Nếu nhiều bên nắm giữ quyền sở hữu của một lâu đài và do đó được coi là lãnh chúa, họ ký kết với nhau cái gọi là thỏa thuận ngưng chiến, được gọi tắt là Burgfrieden và thường đưa tới nhiều quy định để sống cùng nhau tại lâu đài.
Lệnh ngưng chiến, đặc biệt là trong thời Trung cổ, không được từ chối. Trong thời gian thăm viếng các lâu đài khác, mặc dù của một kẻ thù, cũng phải tạm ngưng xung đột, vì các đối thủ cũng phải tuân theo thỏa thuận ngưng chiến chung quanh lâu đài. Các thỏa thuận ngưng chiến có thể được chấm dứt bằng một lá thư thù địch đặc biệt (như để bao vây một lâu đài tương ứng một cách hợp pháp).
Khu Hòa Bình có thể được mở rộng trên toàn bộ lãnh thổ thuộc lâu đài này hay, ví dụ trường hợp lâu đài lớn co nhiều sở hữu, chỉ một phần của một sân trong. Nếu không có ranh giới tự nhiên tồn tại, khu vực này có thể đánh dấu bằng dấu hiệu tương ứng, chẳng hạn được đánh dấu bằng sỏi lệnh ngưng chiến.